# Heterotheca
Genre
Heterotheca est un genre de plantes à fleurs de la famille des Astéracées.

## Liste d'espèces
Selon BioLib (6 décembre 2022) :
- Heterotheca barbata (Rydb.) Semple
- Heterotheca camporum (Greene) Shinners
- Heterotheca canescens (DC.) Shinners
- Heterotheca fulcrata (Greene) Shinners
- Heterotheca grandiflora Nutt.
- Heterotheca jonesii (Blake) Welsh & Atwood
- Heterotheca marginata Semple
- Heterotheca monarchensis York, Shevock & Semple
- Heterotheca oregona (Nutt.) Shinners
- Heterotheca pumila (Greene) Semple
- Heterotheca rutteri (Rothrock) Shinners
- Heterotheca sessiliflora (Nutt.) Shinners
- Heterotheca shevockii (Semple) Semple
- Heterotheca stenophylla (Gray) Shinners
- Heterotheca subaxillaris (Lam.) Britt. & Rusby
- Heterotheca villosa (Pursh) Shinners
- Heterotheca viscida (Gray) Harms
- Heterotheca zionensis Semple

Selon ITIS (6 décembre 2022) :
- Heterotheca barbata (Rydb.) Semple
- Heterotheca camporum (Greene) Shinners
- Heterotheca canescens (DC.) Shinners
- Heterotheca fulcrata (Greene) Shinners
- Heterotheca grandiflora Nutt.
- Heterotheca inuloides Cass.
- Heterotheca jonesii (S.F. Blake) S.L. Welsh & N.D. Atwood
- Heterotheca leptoglossa DC.
- Heterotheca marginata Semple
- Heterotheca monarchensis York, Shevock & Semple
- Heterotheca oregona (Nutt.) Shinners
- Heterotheca pumila (Greene) Semple
- Heterotheca rutteri (Rothr.) Shinners
- Heterotheca sessiliflora (Nutt.) Shinners
- Heterotheca shevockii (Semple) Semple
- Heterotheca stenophylla (A. Gray) Shinners
- Heterotheca subaxillaris (Lam.) Britton & Rusby
- Heterotheca villosa (Pursh) Shinners
- Heterotheca viscida (A. Gray) V.L. Harms
- Heterotheca zionensis Semple

Selon NCBI (6 décembre 2022) :
- Heterotheca bolanderi Chrysopsis bolanderi A.Gray, 1865
- Heterotheca canescens Haplopappus canescens DC., 1836
- Heterotheca chrysopsidis DC., 1836
- Heterotheca fulcrata (Greene) Shinners
- Heterotheca grandiflora Nutt.
- Heterotheca monarchensis D.A.York, Shevock & Semple
- Heterotheca oregona (Nutt.) Shinners
- Heterotheca sessiliflora (Nutt.) Shinners
- Heterotheca stenophylla (A.Gray) Shinners
- Heterotheca subaxillaris (Lam.) Britton & Rusby
- Heterotheca villosa Chrysopsis villosa (Pursh) Nutt. ex DC.

Selon The Plant List (6 décembre 2022) :
- Heterotheca barbata (Rydb.) Semple
- Heterotheca brandegei (B.L.Rob. & Greenm.) Semple
- Heterotheca camporum (Greene) Shinners
- Heterotheca canescens (DC.) Shinners
- Heterotheca fastigiata (Greene) V.L.Harms
- Heterotheca fulcrata (Greene) Shinners
- Heterotheca grandiflora Nutt.
- Heterotheca gypsophila B.L.Turner
- Heterotheca inuloides Cass.
- Heterotheca jonesii (S.F.Blake) S.L.Welsh & N.D.Atwood
- Heterotheca leptoglossa DC.
- Heterotheca marginata Semple
- Heterotheca mexicana V.L.Harms ex B.L.Turner
- Heterotheca monarchensis ""D.A.York, Shevock & Semple""
- Heterotheca mucronata V.L.Harms ex B.L.Turner
- Heterotheca oregona (Nutt.) Shinners
- Heterotheca pumila (Greene) Semple
- Heterotheca rutteri (Rothr.) Shinners
- Heterotheca sessiliflora (Nutt.) Shinners
- Heterotheca shevockii (Semple) Semple
- Heterotheca stenophylla (A.Gray) Shinners
- Heterotheca subaxillaris (Lam.) Britton & Rusby
- Heterotheca villosa (Pursh) Shinners
- Heterotheca viscida (A.Gray) V.L.Harms
- Heterotheca zionensis Semple

Selon Tropicos (6 décembre 2022) (Attention liste brute contenant possiblement des synonymes) :
- Heterotheca adenolepis (Fernald) H.E. Ahles
- Heterotheca angustifolia Shinners
- Heterotheca arizonica (Semple) G.L. Nesom
- Heterotheca aspera (A. Gray) Shinners
- Heterotheca barbata (Rydb.) Semple
- Heterotheca bartlettii (S.F. Blake) M.C. Johnst.
- Heterotheca bolanderi (A. Gray) V.L. Harms
- Heterotheca brandegei Semple
- Heterotheca breweri (A. Gray) Shinners
- Heterotheca camphorata (Eastw.) Semple
- Heterotheca camporum (Greene) Shinners
- Heterotheca canescens (DC.) Shinners
- Heterotheca chihuahuana (B.L. Turner & S.D. Sundb.) B.L. Turner
- Heterotheca chrysopsidis DC.
- Heterotheca correllii (Fernald) H.E. Ahles
- Heterotheca cruiseana V.L. Harms
- Heterotheca deltoidea Klatt
- Heterotheca depressa (Rydb.) Dorn
- Heterotheca echioides (Benth.) Shinners
- Heterotheca falcata (Pursh) V.L. Harms
- Heterotheca fastigiata (Greene) V.L. Harms
- Heterotheca flexuosa (Nash) V.L. Harms
- Heterotheca floribunda Benth.
- Heterotheca floridana (Small) R.W. Long
- Heterotheca foliosa (Nutt.) Shinners
- Heterotheca fulcrata (Greene) Shinners
- Heterotheca gossypina (Michx.) Shinners
- Heterotheca graminifolia (Michx.) Shinners
- Heterotheca grandiflora Nutt.
- Heterotheca gypsophila B.L. Turner
- Heterotheca horrida (Rydb.) V.L. Harms
- Heterotheca hyssopifolia (Nutt.) R.W. Long
- Heterotheca inuloides Cass.
- Heterotheca jonesii (S.F. Blake) S.L. Welsh & N.D. Atwood
- Heterotheca latifolia Buckley
- Heterotheca latisquamea (Pollard) V.L. Harms
- Heterotheca leptoglossa DC.
- Heterotheca loboensis G.L. Nesom
- Heterotheca marginata Semple
- Heterotheca mariana (L.) Shinners
- Heterotheca martirensis Moran
- Heterotheca mayoensis G.L. Nesom
- Heterotheca mexicana V.L. Harms ex B.L. Turner
- Heterotheca microcephala (Small) Shinners
- Heterotheca monarchensis D.A. York, Shevock & Semple
- Heterotheca mucronata V.L. Harms ex B.L. Turner
- Heterotheca nervosa (Willd.) Shinners
- Heterotheca nitidula (Wooton & Standl.) G.L. Nesom
- Heterotheca oligantha (Chapm. ex Torr. & A. Gray) V.L. Harms
- Heterotheca oregona (Nutt.) Shinners
- Heterotheca pilosa (Nutt.) Shinners
- Heterotheca pinifolia (Elliott) H.E. Ahles
- Heterotheca polothrix G.L. Nesom
- Heterotheca psammophila B. Wagenkn.
- Heterotheca pumila (Greene) Semple
- Heterotheca rosei (B. Wagenkn.) G.L. Nesom
- Heterotheca rudis (Greene) G.L. Nesom
- Heterotheca ruthii (Small) V.L. Harms
- Heterotheca rutteri (Rothr.) Shinners
- Heterotheca scaberrima (A. Gray) G.L. Nesom
- Heterotheca scabra (Elliott) DC.
- Heterotheca scabrella (Torr. & A. Gray) R.W. Long
- Heterotheca sessiliflora (Nutt.) Shinners
- Heterotheca shevockii (Semple) Semple
- Heterotheca sierrablancensis G.L. Nesom
- Heterotheca stenophylla (A. Gray) Shinners
- Heterotheca subaxillaris (Lam.) Britton & Rusby
- Heterotheca subulata V.L. Harms
- Heterotheca thiniicola (Rzed. & E. Ezcurra) B.L. Turner
- Heterotheca trichophylla (Nutt.) Shinners
- Heterotheca vandevenderorum B.L. Turner
- Heterotheca villosa (Pursh) Shinners
- Heterotheca viridis (G.L. Nesom) G.L. Nesom
- Heterotheca viscida (A. Gray) V.L. Harms
- Heterotheca wisconsinensis (Shinners) Shinners
- Heterotheca zionensis Semple